# Amy Allen (actriz)
Amy E. Allen (Burbank, Los Ángeles, 24 de octubre de 1976) es una actriz y miembro de equipo de filmación estadounidense que interpretó a la Maestra Jedi Aayla Secura, en las precuelas de Star Wars, estrenadas en 2002 y 2005. Antes de su trabajo en Star Wars, participó en distintas películas, incluida la aclamada Inteligencia Artificial, del director Steven Spielberg.
Allen creció en el condado de Los Ángeles, vivió la primera parte de su infancia en el Valle de San Fernando y posteriormente se mudó a Agoura Hills, donde asistió a la escuela secundaria Agoura, antes de mudarse a San Francisco a los 18 años para ir a la universidad. Es nieta del escritor Henry Wilson Allen.
Después de graduarse en cinematografía por la Universidad Estatal de San Francisco, Allen fue asistente de producción en Industrial Light & Magic, participó en películas como Inteligencia Artificial, Jurassic Park III y Pearl Harbor. Durante un descanso del rodaje de Pandillas de Nueva York, después de que se pospuso la fecha de estreno de la película, Allen terminó trabajando en Star Wars: Episodio II – El ataque de los clones y fue seleccionada para interpretar a la Caballero Jedi Aayla Secura, una humanoide de los twi'lek. George Lucas decidió añadir el personaje al rodaje del Episodio II de último momento, después de ver una ilustración de portada para un comic de Star Wars, creado por Dark Horse Comics. Antes de su interpretación como Aayla Secura, Allen también había sido elegida previamente como extra en el lanzamiento en DVD de Star Wars: Episodio I – La amenaza fantasma como una twi'lek.
Posteriormente repitió su papel de Aayla Secura en Star Wars: Episodio III – La venganza de los Sith, película en la que su personaje es asesinado por soldados clon como parte de la Purga Jedi.

## Filmografía parcial
- Star Wars: Episodio II – El ataque de los clones (2002) - Aayla Secura / Mya Nalle / Yma Nalle / Lela Mayn (sin acreditar)
- Star Wars: Episodio III – La venganza de los Sith (2005) - Aayla Secura